# H
H هو ثامن أحرف الأبجدية اللاتينية وسادس الصوامت فيها.

## التاريخ
| N24 |

| N24 |

## اللغة الإنجليزية
تسمى H في أغلب لهجات اللغة الإنجليزية إتش (/[invalid input: 'icon']ˈeɪtʃ/) وتجمع إتشز (بالإنجليزية: aitches)) وفي بعض الأحيان تسمى هيتش (بالإنجليزية: haitch) من قبل الأستراليين والإيرلنديين الناطقين بالإنجليزية (/[invalid input: 'icon']ˈheɪtʃ/). يرجع سبب هذا الاختلاف في إيرلندا الشمالية إلى أن المدارس البروتستانتية تعلم نطق إتش بينما الكاثوليكية تعلم نطق هيتش كعلامة تميز. ونجد نفس الظاهرة في أستراليا حيث أن النطق الكاثوليكي مستعمل من 60% من الساكنة. ينتشر النطق الكاثوليكي أيضا في ماليزيا وسنغافورة. يؤثر النطق المختلف للحرف في اختيار أداة التعريف (a أو an) قبل الكلمة (مثلا في "an HTML page" أو "a HTML page"). يمكن أن يأتي النطق ‎/ˈheɪtʃ/‏ تصحيحا فائقا مشكل قياسا على أسماء الحروف الأبجدية الأخرى، لتشمل الصوت الذي تمثله. بدأ النطق الكاثوليكي (هيتش) في الاختفاء داخل المملكة المتحدة فلم يعد يستعمله سوى 24% من المزدادين بعد سنة 1982.
تختلف الآراء حول تاريخ اسم الحرف فقاموس أوكسفورد الإنجليزي يقول أن الاسم الأصلي للحرف كان [ˈaha] وأصبح ‎[ˈaka]‏ في اللاتينية ودخل الإنجليزية من الفرنسية العتيقة ‎[ˈatʃ]‏ وكان ينطق في الإنجليزية الوسيطية ‎[ˈaːtʃ]‏. أما قاموس التراث الأمريكي للغة الإنجليزية فيقول أن الاسم جاء من الفرنسية آش (بالفرنسية: hache) الذي بدوره جاء من اللاتينية هاكا (باللاتينية: haca) أو هيك (باللاتينية: hic).

## اللغة الألمانية
في اللغة الألمانية، يسمى H ها ‎/haː/‏ وتبقى وظيفته الأساسية هي استعماله كحرف صامت ذي الصوت [h] ويظهر فقط في مقاطع لفظية قبل المصوتات (مثلا في كلمات يد (بالألمانية: Hand) وجلب (بالألمانية: holen) ومسافر متطفل (بالألمانية: Anhalter)). في بعض الكلمات أصبح H لاينطق بعدما كان ينطق في السابق (مثلا في كلمات نظر (بالألمانية: sehen) وذهب (بالألمانية: gehen) وارتفاع (بالألمانية: hohe)) وهذا أثر على نطق المصوتات الطويلة، والتي لم تكن تنطق طويلة مع H منطوقة وأصبحت عكس ذلك (مثلا في كلمات سنة (بالألمانية: Jahr) وماشية (بالألمانية: Vieh) وقطار (بالألمانية: Bahn)). بالإضافة إلى ذلك، تستعمل h في الديغرام ch والتريغرام sch.
في عام 1901، أقصى إصلاح لغوي h الصامتة في جميع الحالات التي تسبقها فيها t (أي th) في كلمات ألمانية محلية كفعل (بالألمانية: thun) وباب (بالألمانية: Thür) ولم يطل ذلك الإصلاح الكلمات المشتقة من اللغة اليونانية مثل مسرح (بالألمانية: Theater) وعرش (بالألمانية: Thron).

## اللغة الفرنسية
يكون اسم الحرف H اسما مؤنثا حين ينطق منفردا آش (بالفرنسية: ache) ومذكرا حين ينطق هو (بالفرنسية: he) لكن حاليا غالبية الفرنسيين يتبعون النطق الأول (آش) ويعتبرونه اسما مذكرا كما تفعل أغلب المعاجيم غير ليتري.
في اللغة الفرنسية، يأتي نطق الحرف h على شكلين أبكم وملفوظ ويستمل الشكلان حسب السياق فالشكل ملفوظ لا يأتي إلا في بداية الكلمة ويمنع الاتصال والإدغام والشكل الأبكم أو العادي يسمح بهاتين الظاهرتين. في اللغة الفرنسية لا يجب نطق الشكلين.
يمكن أيضا تكوين الحروف المزدوجة أو الديغرامات مثل ch (وينطق ʃ أو k) وph (وينطق f) باستعمال h.

## اللغة الإيطالية
في اللغة الإيطالية، حرف h ليس له أية قيمة صوتية، أكبر استعمالاته هي في الديغرافات "ch" الذي ينطق كافا /k/ و"gh" الذي ينطق /g/. بالإضافة إلى استعماله للتفريق بين الكلمات التي تشترك في لفظها كفعل avere (يملك) في الزمن الحاضر وهو hanno (يملكون) مقابل كلمة anno (سنة). كما يستخدم هذا الحرف في بعض الكلمات التعجبية القصيرة كـ (oh, ehi).

## الترميز

### الحاسوب
الحرف الكبير H في الترميز (Unicode) يكتب U+0048، والصغير h يكتب U+0068. في الآسكي (ASCII) يكتب الحرف الكبير 72 والصغير 104. في نظام العد الثنائي يكتب الحرف الكبير 01001000 والصغير 01101000. شفرة كود التبادل الموسع للترميز العشري الثنائي للحرف الكبير 200 والصغير 136. في لغة HTML وXML يكتب الحرف الكبير "H" والصغير "h".

### الراديو
في أبجدية الراديو تنطق H في الإنجليزية والإيطالية Hotel وفي الألمانية والهولندية Heinrich وفي الفرنسية وهواية اللاسلكي الأمريكي Henri أما في شفرة مورس فهي تكافئ .....

### ترميزات أخرى
| إشارة | إشارة       | لغة إشارة | لغة إشارة | كتابة بريل |
| علم   | إعلام إشاري | الفرنسية  | الكبيكية  | كتابة بريل |
| ----- | ----------- | --------- | --------- | ---------- |
|       |             |           |           |            |

## استخدامات أخرى
- في علم الفلك H يرمز إلى عطارد.
- في الكيمياء يرمز إلى الهيدروجين.
- في الكهرومغناطيسية يرمز إلى قوة الحقل المغناطيسي.
- في الفيزياء يرمز إلى ثابت بلانك وكذلك إلى كثافة الحقل المغناطيسي.
- في النظام الدولي للوحدات يرمز إلى الهكتو (102).
- في الألفبائية الصوتية الدولية /h/ تعني الحرف الصامت الاحتكاكي الحنجري، ويلفظ «ه».
- في اللوحات الإرشادية يدل على وجود المستشفيات.